# کولیروو
کولیروو (به چکی: Kulířov) یک منطقهٔ مسکونی در جمهوری چک است که در ناحیه بلانسکو واقع شده‌است. کولیروو ۳٫۴۱ کیلومتر مربع مساحت و ۱۷۸ نفر جمعیت دارد و ۵۳۸ متر بالاتر از سطح دریا واقع شده‌است.